# Frantz Anton Ulfeldt
Frantz Anton rigsgreve Ulfeldt (født 12. juli 1711 i Barcelona, død 7. januar 1743 (1741?) i Budweis) var en østrigsk officer.
Han var søn af Leo Ulfeldt og Anna Maria Ulfeldt, født Sinzendorf, og broder til Corfitz Anton Ulfeldt. Ulfeldt blev kejserlig-kongelig kæmmerer og avancerede til gehejmeråd i 1736. Samtidig havde han en militær karriere: I 1740 nævnes han som oberstvagtmester i sin broders følge på en rejse til Konstantinopel, hvor broderen var østrigsk ambassadør i Det Osmanniske Rige.
Ulfeldt deltog i Den Østrigske Arvefølgekrig, og under en kampagne mod invaderende tropper fra Bayern i Sydbøhmen i november 1741 døde han af sygdom. Andre kilder siger dog, at han er død i 1743. Han er begravet i České Budějovice i byens dominikanerkirke, Kostel Obětování Panny Marie.
Han synes ikke at have været gift. I hvert fald døde hans bror Corfitz Anton som Ulfeldt-slægtens sidste mand.